# 神的國
「神的國」或稱為「上帝的國」、「天主的國」（羅馬化：Basileia tou Theou），基督教術語，意義是神掌權的領域（国度），记载見於《圣经》不同經卷。根據耶穌的教導，神的國不是一個有形的國家，是所有的基督徒所進入的國度。
依基督教教義論述，神掌權的領域，包括天上（宇宙）、地上、陰間等萬由的事物均屬之，當然也包含惡人、撒旦、異教、意外、災難、毀滅、死亡及各種負面事物亦均受神的掌管。
“神的王權”或者“神的統治”（kingship of God）的概念出現在所有的亞伯拉罕宗教中，在某些情況下，這些宗教也使用“神的國”和“天國”的概念。“神的王權”這個概念可以追溯到《希伯來聖經》（俗稱《舊約》），《聖經》提到“他的國”，但不包括“神的國”。另外，“諸神的王權”或“諸神的統治”在異教徒中是常見的，例如在《希臘神話》中的奥林匹斯山或“諸神之王”的短語。
在《馬太福音》中，“神的國”及其同等短語“天國”都是耶穌教誨的關鍵字。建立在舊約的教導上，基督教關於上帝與人之間關係的描述在本質上涉及到“神的王權”的概念。
《古蘭經》不用“神的國”一詞，而是指先知易卜拉欣尋找“天國”。然而，巴哈伊的典籍確實使用“神的國”這種表達。

## 詞義
希臘語Basileia的意義是「王權」或「國土」，從詞源學的角度看，Basileia的字源為「基礎」，與政治上的國家無關。"Basileia tou Theou"常見的中文翻譯為「神的國」或「神國」。這個詞在《路加福音》最常被使用，出現了三十二次，又在《馬太福音》出現5次，《馬可福音》出現十四次，《約翰福音》一次，《使徒行傳》六次，保羅書信中出現過八次，《啟示錄》一次。
《馬太福音》常用希臘語的「Basileia tōn Ouranōn」（ Βασιλεία τῶν Ουρανῶν ），中文譯為「天國」，在《馬太福音》中共出現三十三次。有人認為這是因為《馬太福音》是為猶太人而寫的。猶太人很忌諱「妄稱神」，因而避諱，很少直接稱呼「神」，所以用「天國」一詞替代，但兩詞含義相同。注意《聖經》中“天國”的意義，和一般人認為「天國是人死後去處」的概念，是完全不同的。

## 希伯来圣经
“神的國”一詞不出現在《希伯來聖經》中，雖然“他的國”和“你的國”有時在指代神時用到。例如，在《歷代志上29：10-12》中使用到“國度也是你的”， 在〈但以理書3:33〉中，提到“他的國度，是永恆的國度”。
希伯來詞malkuth首先指的是統治、政權或管治，而且只是僅次於政權所統治的領地。當malkuth用來形容上帝時，它總是指祂的權柄，或祂作為天國之王的統治。“寶座詩篇”（詩篇45,93,96,97-99）證明了這個觀點，它總是帶著“耶和華是王”的驚嘆。
在《列王紀》，《以賽亞書》，《以西結書》和《但以理書》中都提到神的寶座，雖然一些哲學家，如萨阿迪亚·果昂和邁蒙尼德認為這裡的“寶座”應解釋為一種比喻。

## 两约之间
“神的國”這個詞，在〈舊約〉與〈新約〉之間的文獻中並不常見。當它出現時──例如，在〈所羅門詩篇〉和〈所羅門智慧篇〉中──它通常指「上帝的統治，不是指祂統治的領地，也不是指新時代，也不是指受膏救世主所建立的彌賽亞秩序。」
然而，這個詞有時表示“末世論事件”，例如，在“摩西升天記”和“西比拉神諭”中。在這些情況下，“神的國不是新時代，而是他在世界上實行統治的表現，以建立末世的秩序。”伴隨這種觀點而來的是一種更為強調“民族”的觀點，它將人們等待的彌賽亞視為一個解放者，一個新的以色列國家的創始人。

## 新约圣经
路加福音記載了耶穌對神的國的描述，“神的國來到不是眼所能見的⋯⋯因為神的國就在你們心裡。”使徒保羅在給羅馬教會的信中定義了神的國：“因為神的國不在乎吃喝，只在乎公義、和平並聖靈中的喜樂。”
在福音書中，特別是對觀福音，耶穌常常提到神的國。然而，耶穌從未定義過這個概念。“他認為這是一個非常熟悉的概念，所以不需要定義。”卡倫·溫爾爾（Karen Wenell）寫道：“馬可福音為我們提供了一個轉變神的國的重要位置，這恰恰是因為它可以理解為一個神的國的出生地，一個建構神的國的開端⋯⋯”
「神的國」（以及馬太福音中的同概念“天國”）是新約中耶穌的關鍵指導之一。建立在舊約的教導上，基督教關於上帝與人之間關係的描述本質上涉及到“神的王權”的概念。
新約中使用希臘語「basileia」（王國）時涉及到神的國（或天國）。馬太福音多使用“天國”一詞，因為他猶太信眾的文化背景，很敬畏，乃至於盡可能不稱「神」這個名詞。但是，查克·米斯勒（Chuck Missler）博士斷言，馬太福音有意區分了神的國和天國：“大多評論家認為這兩個術語是同義詞，然而，马太福音使用‘天國’33次，也使用了‘神的國’5次，甚至在相鄰的經文使用這兩個詞，這表明這兩個詞不是同義詞：「神的國」是一個更具指稱性的詞語”。神的國被翻譯為拉丁語是Regnum Dei，而天國則翻譯為Regnum caelorum。

## 基督教
舊約指的是“上帝審判所有人”，而所有人類最終“被判斷”的概念是基督教教義的一個基本要素。尼西亞信經基於許多新約段落而寫成，它表明，審判的任務已經交給耶穌基督。
關於“神的國”的神學解釋在學者間沒有達成一致共識。雖然大多對“神的國”的神學解釋出現在末世論的語境中（例如，啟示錄中），但是，關於這個末日是已經實現了的還是現在才開始的，學者們沒有形成共識。
R. T. France指出，雖然“神的國”的概念意義能讓外行基督徒可以用直覺去瞭解，但對於它在新約中的意義，學者們幾乎沒有形成一致意見。一些學者認為它是一種基督徒的生活方式，一些學者將其看作將世界福音化的方法，一些學者將其看作對領袖魅力天賦的重新發現，另一些學者則將它與未來的情況聯繫起來。R. T. France說，神的國這個短語常常有許多解釋，以適應那些解釋者自身的神學議程。
在新約中，神的寶座以幾種形式被談及，這包括，天堂作為神的寶座、大衛的寶座、榮耀的寶座、恩典的寶座等。新約繼承猶太人的觀點，認為天堂是“上帝的寶座”，但也將上帝的寶座的位置設定為“天上”，並在上帝寶座右手設立了次屬的耶穌寶座。

## 其他宗教中的天国

### 伊斯兰教
在《古蘭經》中沒有出現“神的國”一詞。王國的現代阿拉伯語是mamlaka（المملكة），但在《古蘭經》中，mul'kan（ملكا）指的是天堂，例如，在4:54中寫道：“難道他們嫉妒別人享受真主所賜的恩惠嗎？我確已賞賜易卜拉欣的後裔天經和智慧，我又賞賜他們一個廣大的國土。”在6:75中寫道“我確已崇正地專向天地的創造者⋯⋯”

### 巴哈伊教
“神的國”一詞出現在巴哈伊信仰的著作中，包括巴哈伊教創始人巴哈歐拉和他兒子阿博都巴哈的宗教作品。在巴哈伊的教義中，神的國被看作是個體的存在狀態和世界的狀態。巴哈歐拉認為，世界上各個宗教的經文預言了一個即將到來的彌賽亞人物，他將帶來人類的黃金時代，即在地球上的神的國。他聲稱自己就是那個人，他的教導會帶來神的國；他還指出，關於時代終結和上帝國度到來的預言是象徵性的，並提到了靈性的劇變和更新。巴哈伊的教義也說明，當人們行善事時，他們在靈性上更接近上帝，這樣他們能夠得到永生，並在活著的時候進入神的國。